# 芒特迪瑟特島
芒特迪瑟特島（Mount Desert Island；縮寫作MDI）是美國的島嶼，位於大西洋海域，由緬因州漢考克縣負責管轄，長24公里、寬13公里，面積280平方公里，最高點海拔高度466米，2000年人口10,424。